# 张瑞敏
张瑞敏（1949年1月5日—），山东莱州人。男，汉族。1976年9月加入中国共产党，1968年11月参加工作，中国科技大学管理科学系工商管理专业毕业，在职研究生学历，硕士学位，高级经济师。中共第十六屆、十七屆、十八届中央候补委員。
张瑞敏是知名品牌海尔的执行长与创办人。在1999年曾被英国《金融时报》选为「全球三十位最受尊崇的企业家」。

## 生平
张瑞敏为蓝领工人出身，承父亲的职业，在青岛家电公司从工人当到组长、主任、厂长、经理，在1984年，35岁时，接任青岛电冰箱总厂厂长，1985年担任厂长期间曾经发现库存冰箱有76台质量不合格而怒砸缺陷产品。之后的数十年开始将家电产品推向国际通路。並且在1980年代到1990年代，成功的创造了海尔这个品牌，并持续经营到今日的规模。他是首届“感动中国”获奖人之一。
在2005年“金融时报”「全球50位最受尊敬的商业领袖」中，张瑞敏位居第26位，是唯一上榜的中国企业家。在他的带领下，海尔成为第一家写入哈佛商学院案例的中国企业，也成为第一位登上哈佛讲坛的中国企业家。他谈述领导人应该向周易上的「三易原则」一样：变易，不易，简易。
- 变易：你要自己天天变对观念，对事物的认识就是说要不断的挑战自我，否定自我。

- 不易： 就是不变，创造需求，创造用户不能变。

- 简易：就是怎样化繁为简。

张瑞敏在海尔集团做出了很大的贡献。在过去的几年里，他从各个公司引进了很多管理方法，并一直用他们来帮助海尔生产的规范化。1994年时，他第一次提出想要做一个当日目标，然后做完之后还有更高的目标要完成，并把这个管理名词叫做高清高日。他定制这个方案是因为他认为每个在这里工作的人都应该学会如何去管理他们的时间和目标。当地的研究者们把它叫做“OEC管理法”。他们一直实行着这个方案，在不懈的努力下，海尔变成了中国管理水平最高的制作工厂之一。为了纪念他们创业10周年，在二月的时候张瑞敏写了一篇叫做《海尔是海》的散文。那篇散文后来被广泛流传，并被刻在了石头上。

## 简历
1968年11月至1975年5月为山东省青岛建筑五金厂工人。1975年5月至1979年7月任建筑五金厂共青团总支部副书记、书记。1979年7月至1980年9月任建筑五金厂机修车间党支部书记。1980年9月至1982年8月任建筑五金厂副厂长。
1982年8月至1984年10月任山东省青岛市家用电器工业公司副经理兼青岛电冰箱厂党总支部书记。1984年10月至1988年12月任家用电器工业公司副经理兼青岛电冰箱总厂厂长。1988年12月至1991年12月任青岛电冰箱总厂厂长（1988年7月至1990年7月在中科院企业管理专业大专班学习）。
1991年12月至1993年12月任琴岛海尔集团公司总经理。1993年12月至1994年9月任海尔集团公司总裁（1991年9月至1994年9月在中国科技大学管理科学系工商管理专业在职研究生班学习，获硕士学位）。1994年9月至1999年11月任海尔集团公司党委书记、总裁。1999年11月至2000年6月任海尔集团公司党委书记、董事局主席、总裁。2000年6月起任海尔集团公司党委书记、董事局主席、首席执行官。

## 著作
- 《张瑞敏思考实录》2014机械工业出版社
- 《永恒的活火》2023中国财政经济出版社